# آی‌ان‌اس براهماپوترا (اف۳۱)
آی‌ان‌اس براهماپوترا (اف۳۱) (به انگلیسی: INS Brahmaputra (F31)) یک کشتی است که طول آن 126.4 m می‌باشد. این کشتی در سال ۲۰۰۰ ساخته شد.